# Wiehengebirge
El macizo del Wiehengebirge, denominado Wiehen hasta entrada la Edad Media, es la cordillera más septentrional de Alemania y comprende parte de los estados federados de Baja Sajonia y Westfalia.
El monte más alto es el Heidbrink, con 320 m s. n. m.

## Ubicación
Las colinas de Wiehengebirge se encuentran dentro de los distritos de Osnabrück, Minden-Lübbecke y Herford. Su sección norte corre en dirección este-oeste aproximadamente desde el territorio de Bramsche (noroeste de Osnabrück) a través de Ostercappeln, Bad Essen, Preußisch Oldendorf y Rödinghausen, Lübbecke, Hüllhorst y Bad Oeynhausen hasta las ciudades de Minden y Porta Westfalica en el cañón de Porta Westfalica y el río Weser.
Las colinas de Wiehengebirge forman el límite noroeste de las colinas de Baja Sajonia a las que pertenecen geográficamente, junto con la parte de Westphalian de la cumbre. El extremo oriental de la cadena de colinas está claramente definido por el desfiladero de Porta Westfalica y la colina de Wittekindsberg, lo que no se evidencia en su extremo occidental. Hacia el oeste desciende gradualmente, pasando de una cresta montañosa a una cadena de colinas y luego descendiendo casi imperceptiblemente a la llanura.

Al sur de Bramsche, la estribación se eleva nuevamente en el Penter Egge a una altura de 99 metros, pero 2.5 km más al oeste desciende al nivel de la llanura circundante. Las vías fluviales del canal Weser-Elba y el canal Osnabrück que se extienden hacia el sur señalan el final de la cordillera, pero al oeste de estos canales se encuentra el Larberger Egge, de 82 metros de altura, que forma la piedra angular más occidental de las colinas Wiehengebirge, que se eleva 2 km al noreste de la frontera con la provincia de Münster.